# Volvo: Drive for Life
Volvo: Drive for Life es un videojuego de carreras desarrollado por Climax Action y publicado por Microsoft Game Studios para Xbox. Fue lanzado el 18 de agosto de 2005. Este título se podía comprar en las salas de exposición de Volvo y en cualquier evento o feria comercial donde se exhibía nuevos vehículos de la marca.

## Jugabilidad
Volvo: Drive for Life está basado en la regla más importante de Volvo, a saber, la seguridad. Se diseñaron rutas y vehículos virtuales en base a objetos existentes. Los desarrolladores se centraron en gran medida en la simulación y no en el modelo de conducción por destreza. Es por eso que han implementado varias ayudas a la conducción desarrolladas por Volvo, como los "Dispositivos de asistencia a la conducción de Volvo" y los "Dispositivos de asistencia a la conducción de Volvo": DSTC (Control dinámico de estabilidad y tracción), RSC (Control de estabilidad de balanceo) y Four- C Chasis.
En el juego encontramos tres coches: Volvo S40, S60 R Sedan y XC90 V8. Se pueden probar en cuatro rutas (pista de pruebas de Volvo en Gotemburgo, Pacific Coast Highway, Gran Premio de Italia en Monza y Ice Hotel en Suecia). Además de los modos de juego básicos como entrenamiento, carrera individual y torneo, los jugadores pueden visitar una sala especial dedicada al Volvo Security Center construido en Suecia. Tenemos a nuestra disposición videos que presentan pruebas de choque y videos instructivos para el mejor dominio posible de un vehículo determinado.